# ケヴィン・レイノルズ (フィギュアスケート選手)
ケヴィン・レイノルズ（英語: Kevin Reynolds, 1990年7月23日 - ）は、カナダの元フィギュアスケート選手（男子シングル）。
2014年ソチオリンピック団体戦銀メダリスト。2013年四大陸選手権優勝。
2010年スケートカナダにおいて、ISU公式戦で初めて1つのショートプログラムで2度の4回転ジャンプ(4S-3T、4T)を成功させた選手である。

## 経歴
| ISUによる略称: ジャンプ | ISUによる略称: ジャンプ |
| T                       | トウループ              |
| S                       | サルコウ                |
| Lo                      | ループ                  |
| F                       | フリップ                |
| Lz                      | ルッツ                  |
| A                       | アクセル                |
| ----------------------- | ----------------------- |

1990年7月23日、カナダブリティッシュコロンビア州ノースバンクーバーで生まれる。4歳のときにスケートを始めた。もともとアイスホッケーを練習していたが、7歳でフィギュアスケートを始め、13歳まではフィギュアスケートとアイスホッケーを並行して行っていた。9歳からジョアン・マクラウドに師事すると、わずか1年で3S、3Tを習得。ノービス時代は2002年と2003年にトリグラフトロフィーで優勝、2003年にはカナダ選手権ノービスチャンピオンとなった。当時から4回転ジャンプには取り組んでいた。
2004-2005シーズンからISUジュニアグランプリに参戦し、2006年世界ジュニア選手権で4Sに成功した。2006-2007シーズン、JGPメキシコ杯でJGP初優勝。初めて駒を進めたJGPファイナルで2種類の4回転に挑戦し、3位となった。
2007-2008シーズンからはISUグランプリシリーズに参戦。2007年ロシア杯において、ISU公式競技会では世界初となる4Sからの3連続コンビネーションジャンプ（4S-3T-2Lo）に成功。また、2008年カナダ選手権（ISU非公式）では4T-3T-3Loのコンビネーションジャンプを成功させている。
2010年の四大陸選手権では3位となり、シニアのISUチャンピオンシップで初めてのメダルを獲得した。2010年スケートカナダのSPにおいて、史上初めて2度の4回転ジャンプに成功した（4S-3T、4T）。
2012-2013シーズン、カナダ選手権では2年連続の2位。四大陸選手権のFSでは史上6人目となる3度の4回転ジャンプ（4S、4T-3T、4T）に成功して、シニアの大会で初優勝。世界選手権では自己最高の5位となった。
2013-2014シーズン、ジャパンオープンは膝の炎症のために欠場。中国杯はスケート靴の問題で欠場。同じ理由でロステレコム杯も欠場した。カナダ選手権では2位。ソチオリンピックの団体戦はFSに出場し3度の4回転ジャンプに成功し2位、銀メダルを獲得した。ソチオリンピック男子シングルでは15位だった。
2014-2015シーズン、グランプリシリーズは怪我とスケート靴の問題で欠場した。カナダ選手権には出場したもののSPでは3つのジャンプ全てで転倒し12位となり、SPの後に左股関節の怪我による棄権を発表した。4月9日に左股関節鏡視下手術を行い成功した。
2015-2016シーズン、カナダ選手権では銅メダルを獲得した。
2016-2017シーズン、グランプリシリーズに4シーズンぶりに出場し、スケートカナダでは、銅メダルを獲得した。レイノルズにとってグランプリシリーズのメダルを獲得するのは、これが初めてである。2016年、彼は ルーチンでアニメの「カウボーイビバップ」より「タンク！」を使用しながらアニメの主人公スパイク・スピーゲルに扮した。
2017-2018シーズン限りでの引退を考えていたが、2018年7月24日現役続行を発表。
2018-2019シーズン、オータムクラシック、スケートアメリカのFSにおいて、テレビゲーム『二ノ国 漆黒の魔導士』の音楽を使用したものの、音楽の権利を共有する共有者の一人との継続的な論争の結果、FSでの音楽の使用を放棄せざるを得なくなった。この為急遽、NHK杯において、使用する音楽を変更した。
2018年12月19日、引退を表明した。

## 主な戦績

### 2009-2010シーズン以降
| 大会/年              | 2009-10 | 2010-11 | 2011-12 | 2012-13 | 2013-14 | 2014-15 | 2015-16 | 2016-17  | 2017-18 | 2018-19 |
| -------------------- | ------- | ------- | ------- | ------- | ------- | ------- | ------- | -------- | ------- | ------- |
| 冬季オリンピック     |         |         |         |         | 15      |         |         |          |         |         |
| 世界選手権           | 11      | 20      | 12      | 5       | 11      |         |         | 9        |         |         |
| 四大陸選手権         | 3       | 11      | 8       | 1       |         |         | 11      | 12       | 7       |         |
| 世界国別対抗戦       |         |         | T3 / P8 | T2 / P3 |         |         |         | T4 / P10 |         |         |
| カナダ選手権         | 3       | 4       | 2       | 2       | 2       | 棄権    | 3       | 2        | 5       |         |
| GPスケートカナダ     |         | 4       |         |         |         |         |         | 3        |         |         |
| GP中国杯             | 8       |         | 7       | 5       |         |         |         |          | 8       |         |
| GPNHK杯              |         |         |         | 6       |         |         |         |          |         | 11      |
| GPエリック杯         |         | 4       | 棄権    |         |         |         |         |          |         |         |
| GPスケートアメリカ   | 6       |         |         |         |         |         |         |          | 9       | 11      |
| CSフィンランディア杯 |         |         |         |         |         |         |         |          | 11      |         |
| CSネペラ記念         |         |         |         | 4       |         |         |         | 2        |         |         |
| CSオータムクラシック |         |         |         |         |         | 6       |         |          |         | 8       |
| スポートランド杯     |         |         |         |         |         |         | 1       |          |         |         |
| ガルデナスプリング杯 |         |         |         |         |         |         | 2       |          |         |         |

### 2008-2009シーズンまで
| 大会/年                 | 2002-03 | 2003-04 | 2004-05 | 2005-06 | 2006-07 | 2007-08 | 2008-09 |
| ----------------------- | ------- | ------- | ------- | ------- | ------- | ------- | ------- |
| カナダ選手権            | 1 N     | 4 J     | 2 J     | 9       | 11      | 6       | 4       |
| GPNHK杯                 |         |         |         |         |         |         | 4       |
| GPスケートアメリカ      |         |         |         |         |         | 9       | 4       |
| GPロシア杯              |         |         |         |         |         | 8       |         |
| 世界Jr.選手権           |         |         |         | 7       | 5       | 6       | 9       |
| JGPファイナル           |         |         |         |         | 3       |         |         |
| JGP台湾杯               |         |         |         |         | 2       |         |         |
| JGPメキシコ杯           |         |         |         |         | 1       |         |         |
| JGPクロアチア杯         |         |         |         | 8       |         |         |         |
| JGPアンドラ杯           |         |         |         | 4       |         |         |         |
| JGPスケートロングビーチ |         |         | 5       |         |         |         |         |
| トリグラフトロフィー    | 1 N     |         |         |         |         |         |         |

- N = ノービスクラス、J = ジュニアクラス

### 詳細
| 2018-2019 シーズン    |                                                                          |          |           |           |
| 開催日                | 大会名                                                                   | SP       | FS        | 結果      |
| 2018年11月9日 - 11日  | ISUグランプリシリーズ NHK杯（広島）                                      | 12 61.14 | 10 121.53 | 11 182.67 |
| 2018年10月19日 - 21日 | ISUグランプリシリーズ スケートアメリカ（エバレット）                     | 12 61.62 | 10 124.01 | 11 185.63 |
| 2018年9月20日 - 22日  | ISUチャレンジャーシリーズ スケートカナダオータムクラシック（オークビル） | 6 68.37  | 7 130.46  | 8 193.83  |

| 2017-2018 シーズン    |                                                            |          |           |           |
| 開催日                | 大会名                                                     | SP       | FS        | 結果      |
| 2018年1月24日 - 27日  | 2018年四大陸フィギュアスケート選手権（台北）               | 13 74.65 | 6 166.85  | 7 241.50  |
| 2018年1月9日 - 15日   | カナダフィギュアスケート選手権（バンクーバー）             | 2 86.20  | 6 163.10  | 5 249.30  |
| 2017年11月24日 - 26日 | ISUグランプリシリーズ スケートアメリカ（レークプラシッド） | 10 69.10 | 9 134.95  | 9 204.05  |
| 2017年11月3日 - 5日   | ISUグランプリシリーズ 中国杯（北京）                       | 10 64.40 | 7 162.10  | 8 226.50  |
| 2017年10月6日 - 8日   | ISUチャレンジャーシリーズ フィンランディア杯（エスポー）   | 10 60.03 | 11 126.33 | 11 186.36 |

| 2016-2017 シーズン      |                                                                        |          |           |                   |
| 開催日                  | 大会名                                                                 | SP       | FS        | 結果              |
| 2017年4月20日 - 23日    | 2017年世界フィギュアスケート国別対抗戦（東京）                         | 12 61.88 | 9 150.41  | 4 団体 （212.29） |
| 2017年3月27日 - 4月2日  | 2017年世界フィギュアスケート選手権（ヘルシンキ）                       | 12 84.44 | 8 169.40  | 9 253.84          |
| 2017年2月14日 - 19日    | 2017年四大陸フィギュアスケート選手権（江陵）                           | 12 76.36 | 12 145.95 | 12 222.31         |
| 2017年1月16日 - 22日    | カナダフィギュアスケート選手権（オタワ）                               | 2 81.76  | 2 174.01  | 2 255.77          |
| 2016年10月27日 - 30日   | ISUグランプリシリーズ スケートカナダ（ミシサガ）                       | 3 80.57  | 3 164.49  | 3 245.06          |
| 2016年9月29日 - 10月2日 | ISUチャレンジャーシリーズ オンドレイネペラメモリアル（ブラチスラヴァ） | 2 75.35  | 3 152.45  | 2 227.80          |

| 2015-2016 シーズン   |                                                  |          |          |           |
| 開催日               | 大会名                                           | SP       | FS       | 結果      |
| 2016年4月15日 - 17日 | 2016年ガルデナスプリング杯（エーニャ）           | 1 77.26  | 3 122.25 | 2 199.51  |
| 2016年3月2日 - 6日   | 2016年スポートランド杯（ブダペスト）             | 1 67.84  | 1 148.20 | 1 216.04  |
| 2016年2月16日 - 21日 | 2016年四大陸フィギュアスケート選手権（台北）     | 20 55.14 | 8 143.73 | 11 198.87 |
| 2016年1月18日 - 24日 | カナダフィギュアスケート選手権（ハリファックス） | 3 77.65  | 2 158.53 | 3 236.18  |

| 2014-2015 シーズン    |                                                                      |          |          |          |
| 開催日                | 大会名                                                               | SP       | FS       | 結果     |
| 2015年1月19日 - 25日  | カナダフィギュアスケート選手権（キングストン）                       | 12 55.37 | -        | 棄権     |
| 2014年10月14日 - 17日 | ISUチャレンジャーシリーズ スケートカナダオータムクラシック（バリー） | 7 64.56  | 5 132.04 | 6 196.60 |

| 2013-2014 シーズン   |                                                |          |           |           |
| 開催日               | 大会名                                         | SP       | FS        | 結果      |
| 2014年3月24日 - 30日 | 2014年世界フィギュアスケート選手権（さいたま） | 15 68.52 | 10 146.99 | 11 215.51 |
| 2014年2月6日 - 22日  | ソチオリンピック（ソチ）                       | 17 68.76 | 10 153.47 | 15 222.23 |
| 2014年2月6日 - 22日  | ソチオリンピック 団体戦（ソチ）                | -        | 2 167.92  | 2 団体    |
| 2014年1月9日 - 15日  | カナダフィギュアスケート選手権（オタワ）       | 3 78.29  | 2 164.16  | 2 242.45  |

| 2012-2013 シーズン    |                                                    |         |          |          |
| 開催日                | 大会名                                             | SP      | FS       | 結果     |
| 2013年4月11日 - 14日  | 2013年世界フィギュアスケート国別対抗戦（東京）     | 9 73.52 | 2 164.13 | 3 237.65 |
| 2013年3月10日 - 17日  | 2013年世界フィギュアスケート選手権（ロンドン）     | 3 85.16 | 7 154.82 | 5 239.98 |
| 2013年2月8日 - 11日   | 2013年四大陸フィギュアスケート選手権（大阪）       | 6 78.34 | 1 172.21 | 1 250.55 |
| 2013年1月13日 - 20日  | カナダフィギュアスケート選手権（ミシサガ）         | 2 85.32 | 2 175.94 | 2 261.26 |
| 2012年11月23日 - 25日 | ISUグランプリシリーズ NHK杯（利府）                | 5 70.20 | 6 146.06 | 6 216.26 |
| 2012年11月2日 - 4日   | ISUグランプリシリーズ 中国杯（上海）               | 6 69.87 | 5 132.20 | 5 202.07 |
| 2012年10月3日 - 7日   | 2012年オンドレイネペラトロフィー（ブラチスラヴァ） | 6 52.40 | 2 139.72 | 4 192.12 |

| 2011-2012 シーズン     |                                                              |          |           |           |
| 開催日                 | 大会名                                                       | SP       | FS        | 結果      |
| 2012年4月19日 - 22日   | 2012年世界フィギュアスケート国別対抗戦（東京）               | 6 78.82  | 8 142.49  | 8 221.31  |
| 2012年3月26日 - 4月1日 | 2012年世界フィギュアスケート選手権（ニース）                 | 12 72.95 | 13 144.25 | 12 217.20 |
| 2012年2月7日 - 12日    | 2012年四大陸フィギュアスケート選手権（コロラドスプリングス） | 9 68.22  | 5 135.04  | 8 203.26  |
| 2012年01月16日 - 22日  | カナダフィギュアスケート選手権（モンクトン）                 | 2 80.81  | 2 158.63  | 2 239.44  |
| 2011年11月17日 - 20日  | ISUグランプリシリーズ エリック・ボンパール杯（パリ）         | 6 65.56  | 棄権      | -         |
| 2011年11月3日 - 6日    | ISUグランプリシリーズ 中国杯（上海）                         | 7 64.31  | 7 140.10  | 7 204.41  |

| 2010-2011 シーズン     |                                                      |          |           |           |
| 開催日                 | 大会名                                               | SP       | FS        | 結果      |
| 2011年4月24日 - 5月1日 | 2011年世界フィギュアスケート選手権（モスクワ）       | 19 64.36 | 21 122.87 | 20 187.23 |
| 2011年2月15日 - 20日   | 2011年四大陸フィギュアスケート選手権（台北）         | 8 65.47  | 11 126.08 | 11 191.55 |
| 2011年1月17日 - 23日   | カナダフィギュアスケート選手権（ビクトリア）         | 5 61.76  | 4 130.09  | 4 191.85  |
| 2010年11月26日 - 28日  | ISUグランプリシリーズ エリック・ボンパール杯（パリ） | 7 66.13  | 4 134.00  | 4 200.13  |
| 2010年10月29日 - 31日  | ISUグランプリシリーズ スケートカナダ（キングストン） | 2 80.09  | 6 138.56  | 4 218.65  |

| 2009-2010 シーズン       |                                                            |          |          |           |
| 開催日                   | 大会名                                                     | SP       | FS       | 結果      |
| 2010年3月22日 - 28日     | 2010年世界フィギュアスケート選手権（トリノ）               | 14 71.20 | 8 145.38 | 11 216.58 |
| 2010年1月25日 - 31日     | 2010年四大陸フィギュアスケート選手権（全州）               | 1 81.60  | 8 131.39 | 3 212.99  |
| 2010年1月11日 - 17日     | カナダフィギュアスケート選手権（ロンドン）                 | 5 67.39  | 2 149.10 | 3 216.49  |
| 2009年11月12日 - 15日    | ISUグランプリシリーズ スケートアメリカ（レークプラシッド） | 10 59.05 | 5 131.18 | 6 190.23  |
| 2009年10月29日 - 11月1日 | ISUグランプリシリーズ 中国杯（北京）                       | 11 60.12 | 7 128.35 | 8 188.47  |

| 2008-2009 シーズン     |                                                        |         |           |          |
| 開催日                 | 大会名                                                 | SP      | FS        | 結果     |
| 2009年2月23日 - 3月1日 | 2009年世界ジュニアフィギュアスケート選手権（ソフィア） | 6 63.81 | 10 105.55 | 9 169.36 |
| 2009年1月14日 - 18日   | カナダフィギュアスケート選手権（サスカトゥーン）       | 3 70.00 | 5 131.97  | 4 201.97 |
| 2008年11月27日 - 30日  | ISUグランプリシリーズ NHK杯（東京）                    | 6 67.51 | 4 132.23  | 4 199.74 |
| 2008年10月23日 - 26日  | ISUグランプリシリーズ スケートアメリカ（エバレット）   | 4 67.18 | 4 137.71  | 4 204.89 |

| 2007-2008 シーズン     |                                                        |          |          |          |
| 開催日                 | 大会名                                                 | SP       | FS       | 結果     |
| 2008年2月25日 - 3月2日 | 2008年世界ジュニアフィギュアスケート選手権（ソフィア） | 13 55.77 | 4 125.01 | 6 180.78 |
| 2008年1月16日 - 20日   | カナダフィギュアスケート選手権（バンクーバー）         | 7 60.10  | 5 122.48 | 6 182.58 |
| 2007年11月22日 - 26日  | ISUグランプリシリーズ ロシア杯（モスクワ）             | 11 59.46 | 6 127.23 | 8 186.69 |
| 2007年10月25日 - 28日  | ISUグランプリシリーズ スケートアメリカ（レディング）   | 7 59.25  | 9 109.87 | 9 169.12 |

| 2006-2007 シーズン     |                                                                  |          |          |           |
| 開催日                 | 大会名                                                           | SP       | FS       | 結果      |
| 2007年2月26日 - 3月4日 | 2007年世界ジュニアフィギュアスケート選手権（オーベルストドルフ） | 4 59.52  | 5 118.80 | 5 178.32  |
| 2007年1月15日 - 21日   | カナダフィギュアスケート選手権（ハリファックス）                 | 16 50.46 | 6 119.01 | 11 169.47 |
| 2006年12月7日 - 9日    | 2006/2007 ISUジュニアグランプリファイナル（ソフィア）            | 7 53.08  | 3 108.22 | 3 161.30  |
| 2006年10月12日 - 15日  | ISUジュニアグランプリ 台湾杯（台北）                             | 4 52.72  | 1 116.71 | 2 169.43  |
| 2006年9月14日 - 17日   | ISUジュニアグランプリ メキシコ杯（メキシコシティ）               | 1 54.19  | 2 102.00 | 1 156.19  |

| 2005-2006 シーズン |                                                            |          |          |          |          |
| 開催日             | 大会名                                                     | 予選     | SP       | FS       | 結果     |
| 2006年3月6日-12日  | 2006年世界ジュニアフィギュアスケート選手権（リュブリャナ） | 7 103.08 | 11 53.04 | 5 112.10 | 7 165.14 |
| 2006年1月9日-15日  | カナダフィギュアスケート選手権（オタワ）                   | 7 26.40  | 11 52.69 | 5 118.58 | 9 197.67 |
| 2005年10月6日-9日  | ISUジュニアグランプリ クロアチア杯（ザグレブ）             | -        | 9 44.01  | 7 94.55  | 8 138.56 |
| 2005年9月8日-11日  | ISUジュニアグランプリ アンドラ杯（カニーリョ）             | -        | 4 52.37  | 3 104.46 | 4 156.83 |

| 2004-2005 シーズン   |                                                            |         |         |          |
| 開催日               | 大会名                                                     | SP      | FS      | 結果     |
| 2005年1月17日 - 23日 | カナダフィギュアスケート選手権 ジュニアクラス（ロンドン）  | 2 52.28 | 3 93.32 | 2 145.60 |
| 2004年9月9日 - 12日  | ISUジュニアグランプリ スケートロングビーチ（ロングビーチ） | 4 53.42 | 5 93.57 | 5 146.99 |

| 2003-2004 シーズン  |                                                               |    |    |      |
| 開催日              | 大会名                                                        | SP | FS | 結果 |
| 2004年1月5日 - 11日 | カナダフィギュアスケート選手権 ジュニアクラス（エドモントン） | 6  | 4  | 4    |

## プログラム使用曲
| シーズン  | SP | FS | EX |
| --------- | --- | --- | --- |
| 2018-2019 | 幻獣の街 テレビゲーム『ファイナルファンタジーIV』より 作曲：植松伸夫 演奏：Máire Breatnach 振付：ランス・ヴァイポン                                                                                            | テレビゲーム『二ノ国』より 作曲：久石譲テレビゲーム『クロノ・トリガー』より テレビゲーム『クロノ・クロス』より 作曲：光田康典 振付：メーガン・ウィング、アーロン・ロウ | |
| 2017-2018 | モーニン ドラム・サンダー組曲 演奏：アート・ブレイキー&ザ・ジャズ・メッセンジャー 振付：シェイ＝リン・ボーン映画『セッション』サウンドトラック 作曲：ジャスティン・ハーウィッツ 振付：シェイ＝リーン・ボーン   | アルバム『The Armed Man』より 作曲：カール・ジェンキンス 振付：マーク・ピレイ                                                                                          | Get Dancin' 曲：Disco-Tex and the Sex-O-Lettes 振付：ミーシャ・ジー |
| 2016-2017 | Puutarhautuminen 演奏：Hohka Kesäillan Tvis 演奏：Troka Muuttosarja 演奏：Hohka 振付：シェイ＝リーン・ボーン                                                                                                   | 映画『グランドピアノ 狙われた黒鍵』サウンドトラック 作曲：Victor Reyes 振付：マーク・ピレイ                                                                            | マッド・ワールド 歌：シールバック・イン・ブラック サンダーストラック 曲：AC/DC 振付：シェイ＝リーン・ボーン |
| 2015-2016 | Tank! （テレビアニメ「カウボーイビバップ」より） 作曲：菅野よう子 振付：シェイ＝リーン・ボーン | 映画『グランドピアノ 狙われた黒鍵』サウンドトラック 作曲：Victor Reyes 振付：マーク・ピレイ                                                                            | バック・イン・ブラック サンダーストラック 曲：AC/DC 振付：シェイ＝リーン・ボーン |
| 2014-2015 | バック・イン・ブラック サンダーストラック 曲：AC/DC 振付：シェイ＝リーン・ボーン | ゼルダの伝説 作曲：近藤浩治 振付：宮本賢二 | |
| 2013-2014 | バック・イン・ブラック サンダーストラック 曲：AC/DC 振付：シェイ＝リーン・ボーン | エクセルシウス 作曲：ラリー・グループ 振付：ローリー・ニコル | ハンガリー狂詩曲第2番 作曲：フランツ・リスト 演奏：葉加瀬太郎 振付：宮本賢二バット・ノット・フォー・ミー （テレビアニメ「坂道のアポロン」より） 作曲：チェット・ベイカー 演奏：類家心平 & 古川昌義 as Junichi performs 振付：ケヴィン・レイノルズ |
| 2012-2013 | チャンバーメイド・スイング 作曲：パロヴ・ステラー 振付：シェイ＝リーン・ボーン | ピアノ協奏曲第4番 作曲：アンドレ・マテュー 振付：宮本賢二 | 我風 演奏：上妻宏光 振付：宮本賢二 |
| 2011-2012 | チャンバーメイド・スイング 作曲：パロヴ・ステラー 振付：シェイ＝リーン・ボーン | クロノ・トリガー 作曲：光田康典 振付：メーガン・ウィング、アーロン・ロウ                                                                                               | モーニン ドラム・サンダー組曲 演奏：アート・ブレイキー&ザ・ジャズ・メッセンジャー 振付：シェイ＝リーン・ボーン |
| 2010-2011 | モーニン ドラム・サンダー組曲 演奏：アート・ブレイキー&ザ・ジャズ・メッセンジャー 振付：シェイ＝リン・ボーン                                                                                                   | ヨハン・シュトラウス メドレー 振付：シェイ＝リーン・ボーン | 虹の彼方に 歌：ハリー・コニック・ジュニア |
| 2009-2010 | モーニン ドラム・サンダー組曲 演奏：アート・ブレイキー&ザ・ジャズ・メッセンジャー 振付：シェイ＝リン・ボーン                                                                                                   | レッド・ツェッペリン メドレー （移民の歌、胸いっぱいの愛を、天国への階段） 振付：シェイ＝リーン・ボーン                                                                | 虹の彼方に 歌：ハリー・コニック・ジュニア |
| 2008-2009 | アルメニアン・フォークミュージック 振付：タチアナ・タラソワ | ヴァルプルギスの夜 作曲：シャルル・グノー 振付：タチアナ・タラソワ | ア・フォギー・デイ (イン・ロンドン・タウン) 歌：マイケル・ブーブレ |
| 2007-2008 | ビッグ・ノイズ・フロム・ウィネッカ 演奏：カイル・イーストウッドパリのカナロ 作曲：Scarpino Caldasella コルテオ （シルク・ドゥ・ソレイユより） 作曲：Philippe Leduc ヌエベ・デ・フーリオ 作曲：Jose Luis Padula | ヴァイオリン協奏曲 作曲：ヨハネス・ブラームス エレジー 作曲：ジュール・マスネ                                                                                          | |
| 2006-2007 | アーリントン ドラマーズ・サリュート （映画「JFK」より） 作曲：ジョン・ウィリアムズ | レッツ・ダンス 作曲：Fanny Baldridge,Gregory Stone,Joseph Bonime ハーレム・ノクターン 作曲：アール・ヘイゲン Well,Git It 演奏：サイ・オリヴァー                        | デュエル 演奏：ボンド |
| 2005-2006 | ラフィング・ブッダ 演奏：ヴァネッサ・メイ ホーダウン 曲：ボビー・マクファーリン | ヴァレカイ オンブラ （シルク・ドゥ・ソレイユより） 作曲：Violaine Corradi スネイク・フード 演奏：サフリ・デュオ                                                        | |
| 2004-2005 | ラフィング・ブッダ 演奏：ヴァネッサ・メイ ホーダウン 曲：ボビー・マクファーリン | ピアノ協奏曲ヘ調 アイ・ガット・リズム 作曲：ジョージ・ガーシュウィン                                                                                                   | |